# Juliet Cuthbert
Juliet Cuthbert, född den 6 april 1964 är en jamaicansk före detta friidrottare som tävlade på 100 meter och 200 meter. 

## Individuella meriter
Cuthberts första internationella mästerskapsstart var VM 1983 i Helsingfors då hon blev utslagen i kvartsfinalen på 100 meter. Året efter deltog hon vid Olympiska sommarspelen 1984 i Los Angeles där hon tog sig vidare till semifinalen men slutade sist i sin semifinal. Hon deltog även vid nästa olympiska spel, Olympiska sommarspelen 1988 i Seoul där hon tog sig vidare till finalen på 100 meter och slutade denna gång sjua på tiden 11,26. Vid VM 1991 i Tokyo blev det en sjätte plats på 100 meter på tiden 11,33.
Hennes största framgång var vid Olympiska sommarspelen 1992 i Barcelona där hon deltog på både 100 meter och 200 meter. På 100 meter räckte hennes 10,82 till en silverplats bara en hundradel från USA:s Gail Devers. På 200 meter blev det ännu en silvermedalj, denna gång efter USA:s Gwen Torrence på tiden 22,02. I semifinalen sprang hon emellertid på 21,75 vilket är hennes personliga rekordtid på distansen.
Hon deltog även vid VM 1995 i Göteborg där hon blev sist i finalen på 100 meter på tiden 11,44. Under inomhus-VM 1997 i Paris blev det en silvermedalj på 200 meter efter Greklands Ekaterini Koffa. Samma år deltog hon utomhus vid VM i Aten där hon blev utslagen i semifinalen på 200 meter. 

## Meriter i stafett
Förutom meriterna individuellt var Cuthbert en framgångsrik stafettlöpare för Jamaica på 4 x 100 meter. Hennes första VM-medalj vann hon redan 1983 då Jamaica slutade på en bronsplats efter Östtyskland och Storbritannien. Hennes största framgång var vid VM 1991 då hon tillsammans med Dahlia Duhaney, Beverly McDonald och Merlene Ottey vann VM-guld på tiden 41,94. Exakt samma lag blev fyra år senare vid VM i Göteborg silvermedaljörer efter USA. Vidare blev hon tillsammans med Michelle Freeman, Nicole Mitchell och Ottey bronsmedaljör vid Olympiska sommarspelen 1996 i Atlanta, denna gång efter USA och Bahamas. Hennes sista framträdande var vid VM 1997 där hon tillsammans med McDonald, Merlene Frazer och Beverly Grant blev silvermedaljörer efter USA. 